# Is It Scary
Is It Scary est une chanson de Michael Jackson. Elle est la cinquième piste de l'album Blood on the Dance Floor publié le 20 mai 1997.
Écrite à l'époque de l'album Dangerous (1991), Is It Scary fait partie des cinq chansons inédites de Blood on the Dance Floor, le reste de l'album proposant des remixes des chansons d'History.
Cette chanson aurait dû paraître au générique du film Les Valeurs de la famille Addams (1993) mais le projet n'a pas abouti. À l'écoute de l'album, il est frappant de constater qu'Is It Scary et Ghosts, la piste précédente, partagent les mêmes couplets et la même thématique.

## Analyse
Is It Scary est très sûrement le titre le plus sombre et le plus « désespéré » de Jackson sur cet album. Ghosts et Is It Scary sont des morceaux faux jumeaux qui ont pour même thème musical celui de la peur. Toutefois, ici, les fantômes ne sont plus les autres comme dans Ghosts, mais Jackson lui-même.
Les paroles sont presque identiques au commencement de la chanson puis Jackson fait assister les fantômes à un spectacle, spectacle qu'il est à lui tout seul, pour l'opinion et les médias. Extrait : « I'm gonna be, exactly what you wanna see » (« Je serai, exactement ce que vous voulez voir »).
Il s'ensuit une dualité entre les détracteurs de Jackson et lui-même : qui est coupable en vérité, et qui est effrayant ? L'artiste s'éreinte à trouver ce qui pourrait leur faire peur, et donc les divertir, apparaissant ainsi comme une « bête de foire ». Ce faisant, il n'hésite pas non plus à les accuser d'être les véritables perturbateurs : «  I know the stranger is you / You know the stranger is you » (« Je sais que c'est toi l'étranger / Tu sais que c'est toi l'étranger »). Certains ont également vu dans Is It Scary une critique de Michael Jackson vis-à-vis de son père qui fut très sévère avec lui et ses frères lors de la période des Jackson 5.

## Ghosts
La chanson est incluse dans le film Ghosts (1996), qui raconte l'histoire du Maestro (alias Michael Jackson), un homme excentrique aux pouvoirs surnaturels entouré de sa « famille de goules », que le maire de la ville tente de forcer à quitter son manoir.
Is It Scary est la chanson qui passe dans le film durant la séquence de danse du squelette, remplaçant 2 Bad. Cela posa des difficultés techniques car il fallut adapter le tempo de Is It Scary à celui de 2 Bad sur laquelle toute la séquence de danse avait été calée : les ingénieurs du son durent caler le tempo de Is It Scary à 2 Bad sans pour autant changer le ton, pour que la voix de Jackson reste naturelle et non pas accélérée ou plus aigüe.